# تورنو روینی
تورنو روینی (به لاتین: Turnu Ruieni) یک روستا در رومانی است که در شهرستان کاراش-سورین واقع شده‌است.

## خصوصیات
تورنو روینی ۳٬۶۶۳ نفر جمعیت دارد.